# Punktierte Glockenblume
Die Punktierte Glockenblume (Campanula punctata) ist eine Pflanzenart aus der Gattung der Glockenblumen (Campanula) in der Familie der Glockenblumengewächse (Campanulaceae).

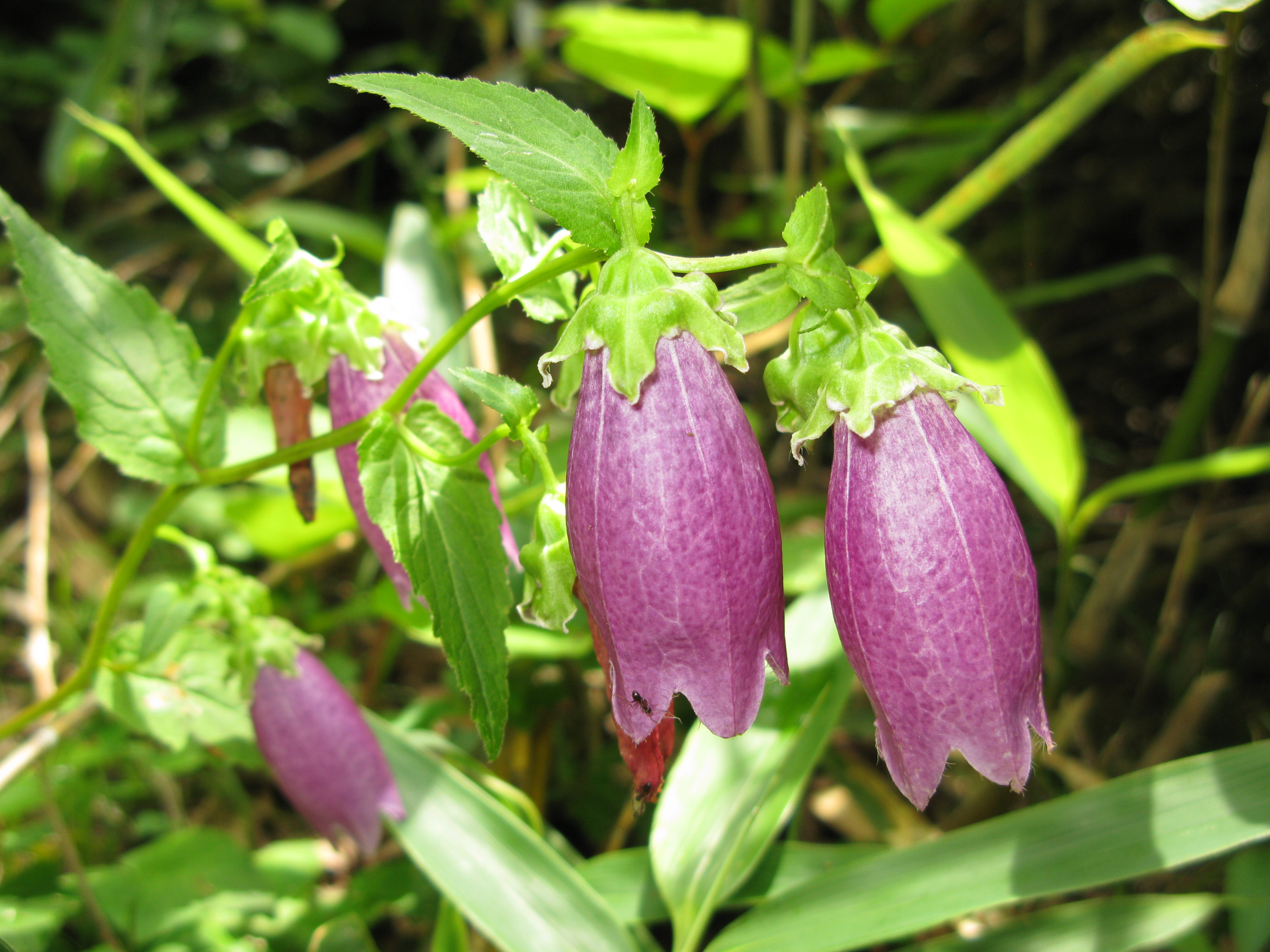
Blüten von Campanula punctata var. hondoensis

## Merkmale
Die Punktierte Glockenblume ist eine ausdauernde, krautige Pflanze, die Wuchshöhen von (20) 40 bis 60 Zentimeter erreicht. Die Art bildet unterirdische Ausläufer. Die unteren Blätter sind spitz herzförmig. Die Spreite misst 5 bis 8 Zentimeter × 1,5 bis 4 Zentimeter und ist behaart, runzlig-nervig, lang gestielt und tief gesägt. Die Blüten sind zu zweit oder dritt locker gruppiert. Die Krone ist rötlichweiß gefärbt, ihre Innenseite ist dunkelrot bis kastanienbraun punktiert. Sie ist hängend und röhrig, in ihrer Mitte ist sie bauchig. Die Kronzipfel sind nach vorne gerichtet. Die Kelchzipfel sind schräg abstehend.
Die Blütezeit reicht von Juni bis Juli.
Die Chromosomenzahl beträgt 2n = 34.

## Vorkommen
Die Punktierte Glockenblume kommt in Fernost, Ost-Sibirien, Korea, Japan und Nord-China auf steinigen Bergwaldhängen, Sandbänken von Flussufern und in Gebüschen vor.

## Systematik
Die Punktierte Glockenblume wurde 1785 von Jean-Baptiste de Lamarck in Encyclopédie Méthodique. Botanique ... Band 1 Teil 2 Seite 586 als Campanula punctata erstbeschrieben. Das Epitheton "punctata" bedeutet "punktiert" und bezieht sich auf die Blütenkrone.
Man kann zwei Varietäten unterscheiden:
- Campanula punctata var. hondoensis (Kitam.) Ohwi ex T.Shimizu: Dieser Endemit kommt nur auf der japanischen Insel Honshū vor.[2] Die Varietät besitzt keine Kelchanhängsel.
- Campanula punctata Lam. var. punctata: Sie kommt von Sibirien bis China und Japan vor.[2]

## Nutzung
Die Punktierte Glockenblume wird zerstreut als Zierpflanze für Steingärten und Rabatten genutzt. Sie ist seit spätestens 1813 in Kultur. Es gibt zahlreiche Sorten (Auswahl):
- 'Burghaltii': Die Krone ist grau-lavendelblau, die Kelchzipfel sind spreizend.
- 'Sarastro': Die Blüten sind tiefviolett.
- 'Van Houttei': Die Pflanze erreicht Wuchshöhen von 60 Zentimeter. Die Blüten sind blauviolett. Diese Sorte ist eine Hybride aus Campanula latifolia und Campanula punctata.
- 'Nana alba': Die Pflanze erreicht Wuchshöhen von 15 bis 20 Zentimeter. Die Blüten sind weiß.
- 'Reifrock': Die Blüten sind gefüllt.